# Operacja Dragoon
Operacja Dragoon (z ang. „wymusić, zdominować”, wstępnie nazwana Anvil – „kowadło”) – aliancka operacja desantowa w południowej Francji podczas II wojny światowej, przeprowadzona 15 sierpnia 1944 roku. W operacji uczestniczyły wojska amerykańskie, francuskie, brytyjskie oraz kanadyjskie.

## Historia
Nazwa operacji jest wynikiem braku realizacji koncepcji Winstona Churchilla, który chciał utworzyć „drugi front” poprzez lądowanie na Bałkanach. Z planami brytyjskiego premiera nie zgadzali się Franklin Delano Roosevelt i Charles de Gaulle, którzy obstawiali przy koncepcji lądowania na południu Francji. Operacja miała nosić kryptonim Anvil (z ang. „kowadło”). Churchill ostatecznie przystał do tego planu, jednak zażartował, że ze względu na to, że został do niego przymuszony, powinno zmienić się przydomek operacji na Dragoon („wymusić, zdominować”). Planiści alianccy potraktowali jednak poważnie słowa Churchilla i zmienili nazwę operacji.
Operacja desantowa poprzedzona była nalotami bombowymi na drogi, mosty, lotniska i pozycje artylerii niemieckiej. W noc poprzedzającą desant rozpoczął się ostrzał artyleryjski przez okręty alianckie wzdłuż 40-milowego odcinka frontu. Siły morskie podzielono na cztery zespoły uderzeniowe: „Camel”, „Delta”, „Alpha” i „Sitka”. Pierwsze trzy zespoły desantowały się na kontynencie, a grupa „Sitka” zaatakowała wyspy Port-Cros i Levant celem zniszczenia baterii nadbrzeżnej. Jednocześnie z morską operacją desantową, 448 samolotów i 408 szybowców transportowych lądowało w pobliżu Le Muy.
Lądowanie odbyło się na odcinku wybrzeża między Cannes a Tulonem i zakończyło się sukcesem aliantów. Plaże zostały zdobyte bez większego oporu. Następnie alianci ruszyli w kierunku północnym, zachodnim i wschodnim. W wyniku tych działań wyzwolili m.in. 28 sierpnia Marsylię.

## Galeria

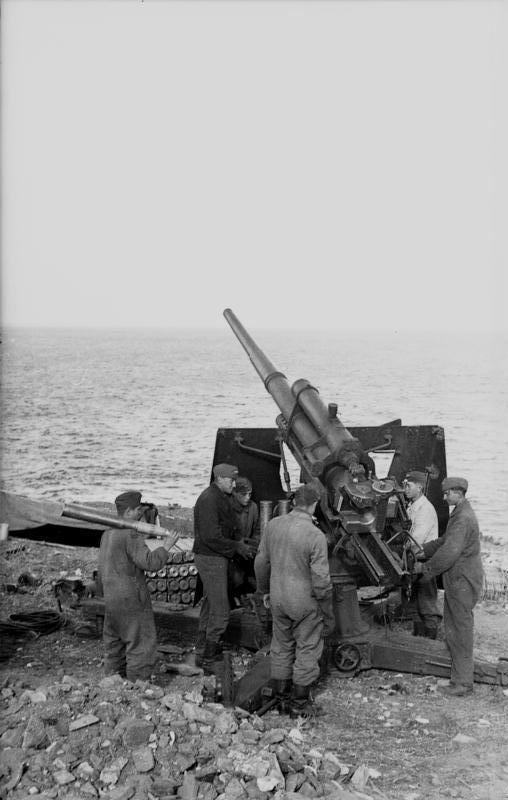
Niemieckie działo obrony wybrzeża w południowej Francji
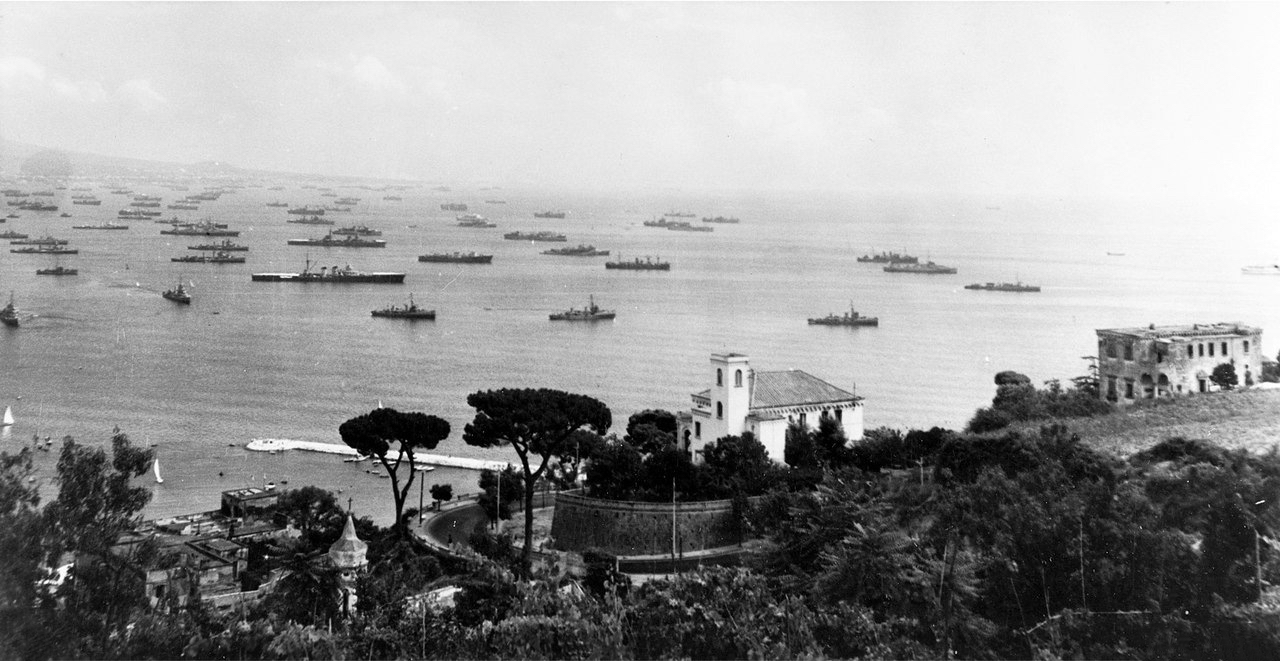
Flota inwazyjna u wybrzeży Francji
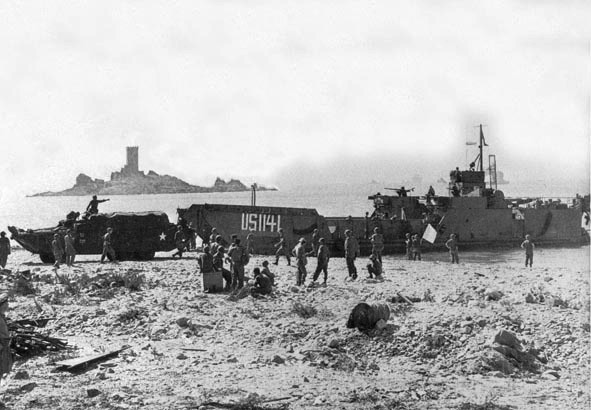
Lądowanie na plażach
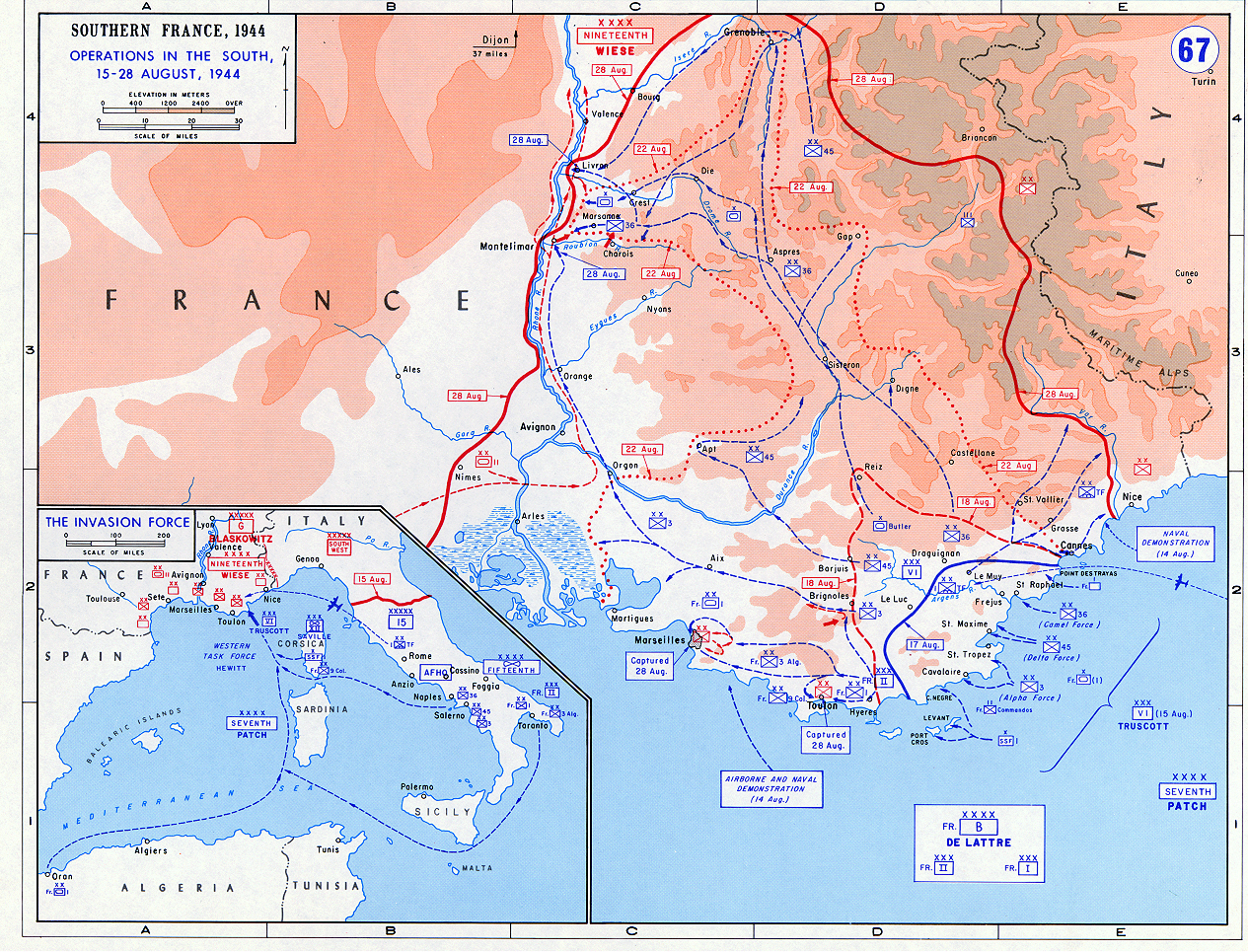
Plan operacji
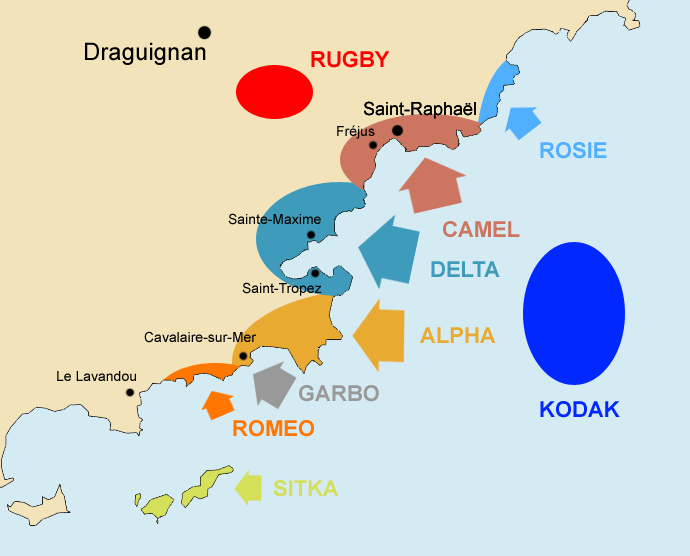
Rozmieszczenie zespołów uderzeniowych
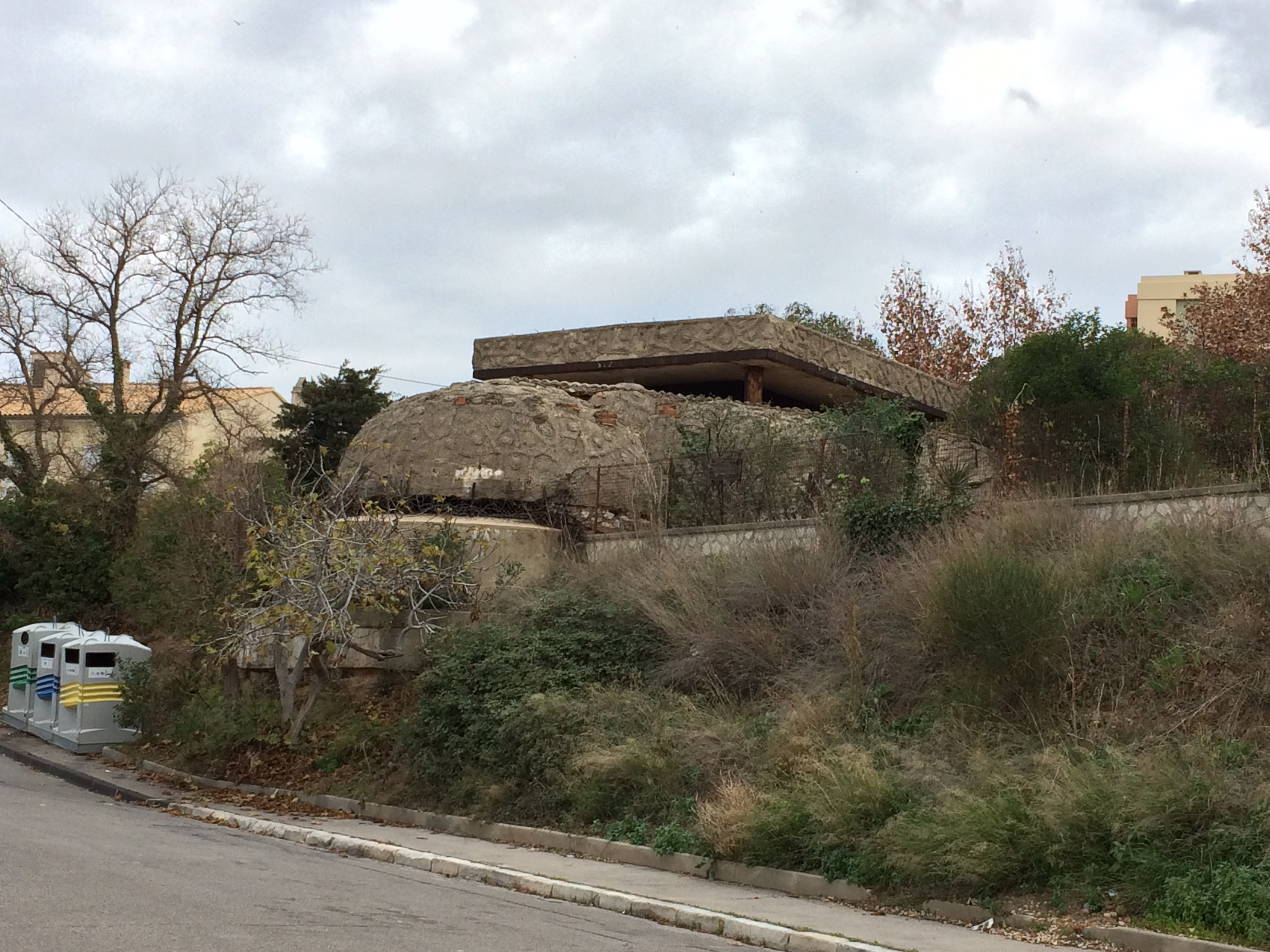
Obiekt niemieckiej linii obronnej południowego wybrzeża Francji (Südwall)